# Цереквицкий привилей

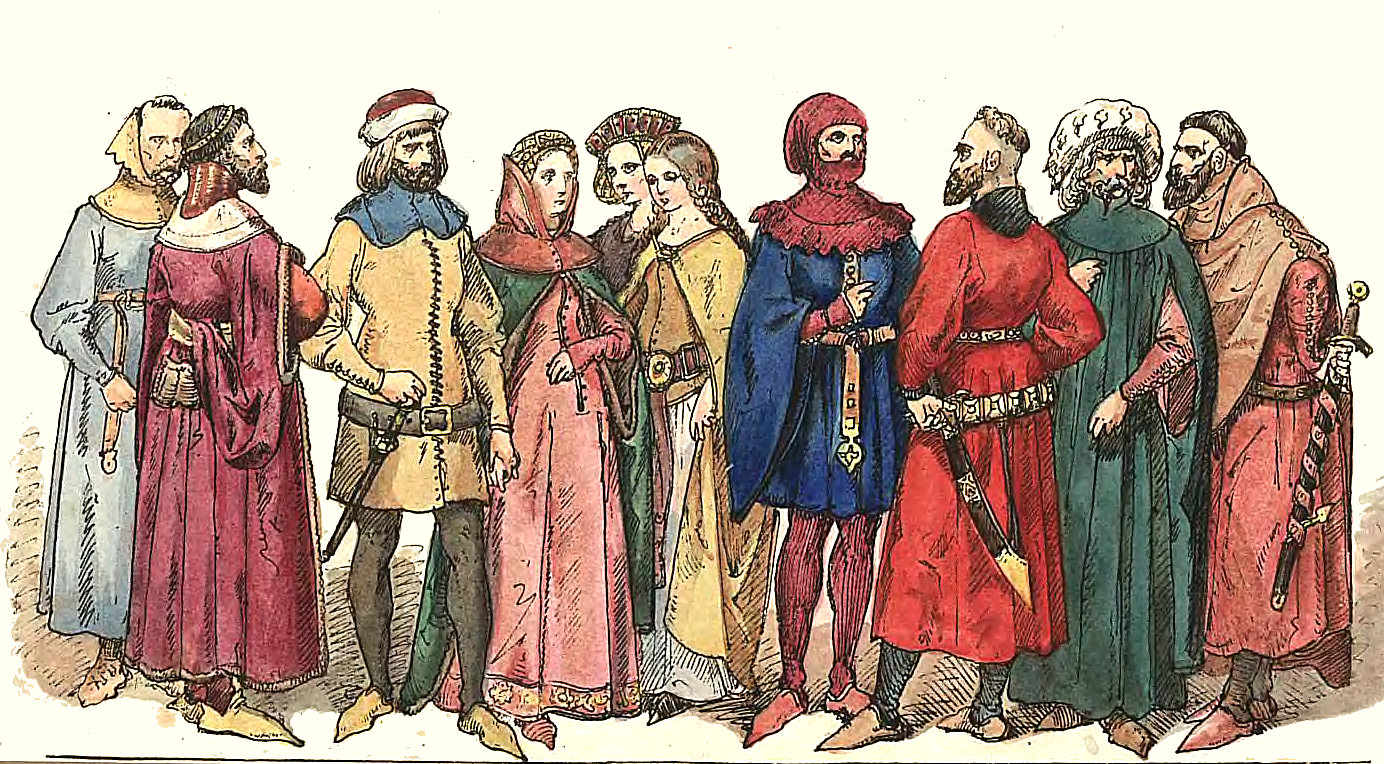
Ян Матейко. Польское дворянство (1333 - 1434).

Цереквицкий привилей — привилегия, полученная великопольскою шляхтою в 1454 году у деревни Цереквицы от короля Казимира IV.
С конца XIV в. значение шляхты в Речи Посполитой все более и более усиливалось: это сословие приобретало постепенно права, которые делало из него класс, господствующий в государстве. Кошицкий привилей 1374 года освободил шляхту от всех прежних налогов, за исключением подати в два гроша с каждого лана; согласно червинскому привилею 1422 года, шляхтич не мог быть подвергнут конфискации имущества не по суду; краковский привилей 1433 года, провозглашая принцип «neminen captivabimus nisi jure victum» гарантировал шляхте личную неприкосновенность.
Однако до середины XV века шляхта не была еще собственно политическим фактором в государстве, хотя она и принимала участие, вместе с аристократией, в обсуждении важных государственных дел, но решающего влияния на течение их не оказывала; в подобных совещаниях она играла лишь служебную роль по отношению к аристократии.
Только в 1453 году произошло выделение шляхты из аристократического класса, управлявшего государством. Король Казимир Ягеллончик откладывал из года в год утверждение привилегий, которыми пользовались сословия, что возбуждало сильное неудовольствие против него. Дело, наконец, дошло до того, что, по словам Длугоша, поляки готовы были лишить короля престола.
Чтобы обсудить вопрос о том, как быть дальше, съезд 1453 года, состоявший из прелатов, баронов и шляхты, разделился на два круга (koła): аристократический и шляхетский. Так возникли посольская и сенаторская изба польского сейма. Аристократия и шляхта действовали единодушно, и Казимир IV принужден был подчиняться их требованию: он скрепил присягою свое обязательство исполнять привилегии, дарованные чинам государства его предшественниками. Это обстоятельство окончательно упрочило в шляхте сознание, что она призвана к политической роли.
В 1454 году, по случаю войны с тевтонским орденом, Казимир созвал в Великой Польше посполитое рушение, которое должно было направиться к крепости Хойницам, осаждённой уже королевскими войсками. Во время похода шляхта остановилась возле деревни Цереквицы, в двух милях от Хойниц, и когда король 12 сентября прибыл в лагерь шляхты, представила королю петицию, угрожая возвращением домой, если король не удовлетворит ее желаний.
Казимир уступил и 14 сентября подписал для великопольской шляхты привилей, состоявший из 35 параграфов. Из них 29 статей относятся собственно к Великой Польше и 6 к Куявии. Статут этот намечает ряд преобразований в области судопроизводства, подтверждает привилегии, приобретенные прежде шляхтою и — что всего важнее — возлагает на короля обязательство обсуждать вместе со шляхтою и вопросы законодательные. Статья десятая требует, чтобы государственные дела рассматривались предварительно на съездах шляхты и чтобы ни одна военная экспедиция не предпринималась без ведома общего шляхетского съезда (communis terrestris conventio).
Получив от короля этот важный привилей, шляхта двинулась против врага, но потерпела под Хойницами позорное поражение.
Король попытался созвать еще раз в том же году Посполитое рушенье, но уже не в одной Великой Польше, а и в Малой. Тогда малопольская шляхта выступила с такими же требованиями, как и великопольская, и король принужден был издать также привилей и для Малой Польши, так называемый опоцкий (у деревни Опок).
Привилеи, пожалованные отдельным землям, соединены были затем в один Нешавский статут, который составляет эпоху в развитии польской конституции, так как с него начинается основанное на праве участие шляхты в законодательстве государства.